# شعب إيماق
شعب إيماق (بالفارسية ايماق) هي مجموعة قبائل بدوية متحالفة شبه رحل الناطقة بالفارسية. يتواجدون في الغالب في المرتفعات الغربية الوسطى في أفغانستان كذلك في شمال هيرات، وأما في باكستان يتواجدون في منطقتي خيبر وبلوشستان وأيضًا هناك عدد قليل منهم يوجد في مقاطعة خراسان في إيران. يتحدثون بلهجات متعددة من الإيماقية الفارسية، ولكن بعض الجماعات الجنوبية من التيماني ومالكي إيماق يتحدثون البشتونية.